# Konzert für Víctor Jara
Konzert für Victor Jara, è un CD registrato dal vivo testimonianza di un concerto tenutosi l'11 settembre 1998 nella Westfalenhalle  di Dortmund e pubblicato l'anno dopo dall'etichetta tedesca Pläne records.
Il concerto, dedicato alla figura di Víctor Jara, cantautore cileno ucciso dai militari nei giorni successivi al colpo di stato in Cile dell'11 settembre 1973, si è svolto, non casualmente, nel venticinquesimo anniversario di questo tragico evento. Vi hanno partecipato artisti provenienti da paesi diversi (Germania, Grecia, Cile e Algeria) ed è stato coordinato dalla Fondazione Victor Jara.
A dispetto di quanto indicato nel libretto del disco, la traccia 17 non è la canzone Zamba del Che ma El Aparecido.
La prima traccia, che introduce il concerto, è un frammento della registrazione originale della canzone scritta e cantata da Victor Jara Caminando, caminando.

## Tracce
1. Intro - (V.Jara) - Victor Jara 0:59
2. La fiesta de la Tirana - (tradizionale) - Inti-Illimani 3:15
3. San Juanito - (G.Fabre) - Inti-Illimani 2:17
4. Kaimos - (D.Christodoulous - P.Pandis) - Petros Pandis 4:41
5. Voy a vivir - (P.Neruda - P.Pandis) - Petros Pandis 4:26
6. Imaste dio - (M.Theodorakis) - Petros Pandis 3:31
7. Uns bleibt keine Wahl - (T.O'Carolan - H.Wader) - Hannes Wader 3:00
8. Die Moorsoldaten - (Esser - Langhoff - Goguel - Eister) - Hannes Wader 3:51
9. Caravan II Baghdad - (H.Baroudi) - Hamir Baroudi 5:32
10. Streets of Algiers - (H.Baroudi) - Hamir Baroudi 4:27
11. Con amor - (O.Andrade) - Oscar Andrade 6:14
12. Dimensiones - (O.Andrade) - Oscar Andrade 6:25
13. Dromi pali - (M.Anagnostakis) - Maria Farantouri 4:45
14. Strefi - (L.Papadopoulos) - Maria Farantouri 3:40
15. La plegaria a un labrador - (V.Jara) - Maria Farantouri 3:41
16. Dioti den sinemorfothin - (M.Theodorakis) - Maria Farantouri e Petros Pandis 3:39
17. El aparecido - (V.Jara) - Inti-Illimani 3:28
18. Mulata - (N.Guillen - H.Salinas) - Inti-Illimani 5:02
19. El pueblo unido jamás será vencido - (S.Ortega) - Inti-Illimani 4:51

## Formazione degli Inti-Illimani
- Jorge Coulón
- Horacio Durán
- Horacio Salinas
- Marcelo Coulón
- Jorge Ball
- Efren Viera
- Pedro Villagra
- Daniel Cantillana